# ピカール (クレーター)
ピカール(Picard)は、月の危難の海の中にある衝突クレーターである。17世紀のフランスの天文学者で測量技師であったジャン・ピカールの名前に因んで名付けられた。北北西にあるピアースより若干大きく、この海の中で最大の流れ込みのないクレーターである。西には、ほぼ完全に埋まったヤーキスというクレーターがあり、東には小さなカーティスというクレーターがある。
ピカールは、32億年前から11億年前まで続いたエラトステネス代のクレーターである。ピカール内には、一連の段丘があり、地震学者は、これをクレーターの底面が崩壊したことにより生じたものとしている。底部には、低い丘が固まって存在する。

## 従属クレーター

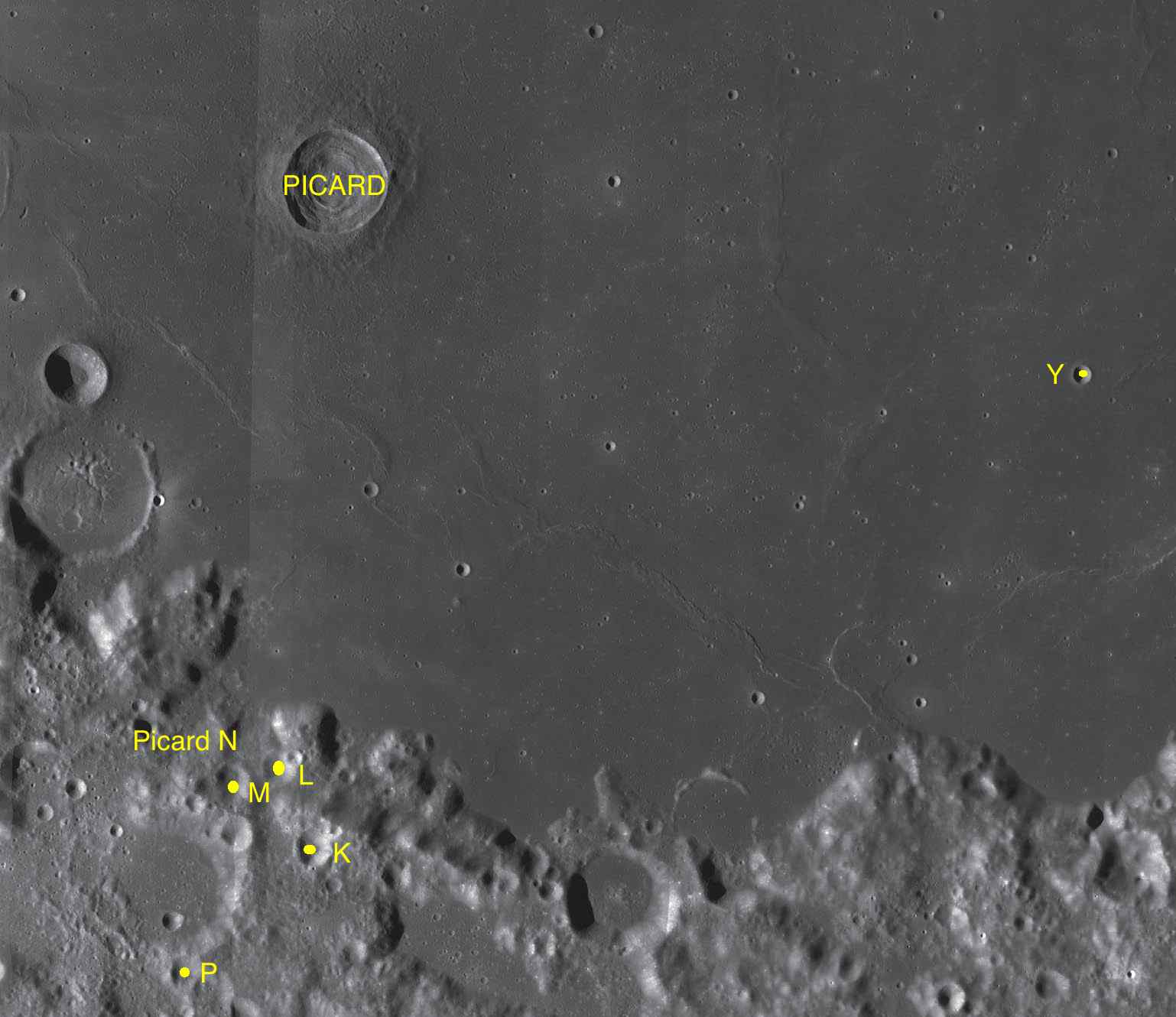
ピカールの従属クレーター

ピカールのごく近くにある小さな無名のクレーターについては、アルファベットを付加することによって識別される。
| ピカール | 座標                                                | 直径 |
| -------- | --------------------------------------------------- | ---- |
| K        | 北緯9度44分 東経54度34分 / 北緯9.73度 東経54.56度   | 9    |
| L        | 北緯10度19分 東経54度19分 / 北緯10.32度 東経54.31度 | 7    |
| M        | 北緯10度13分 東経53度57分 / 北緯10.21度 東経53.95度 | 8    |
| N        | 北緯10度31分 東経53度34分 / 北緯10.52度 東経53.57度 | 19   |
| P        | 北緯8度49分 東経53度37分 / 北緯8.82度 東経53.62度   | 8    |
| Y        | 北緯13度11分 東経60度16分 / 北緯13.18度 東経60.27度 | 4    |

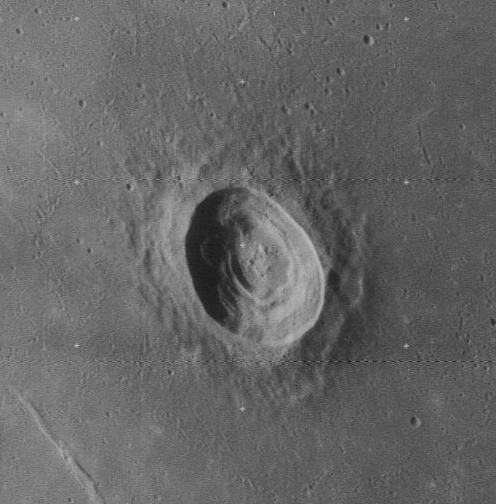
ルナ・オービター4号による斜め撮影の画像

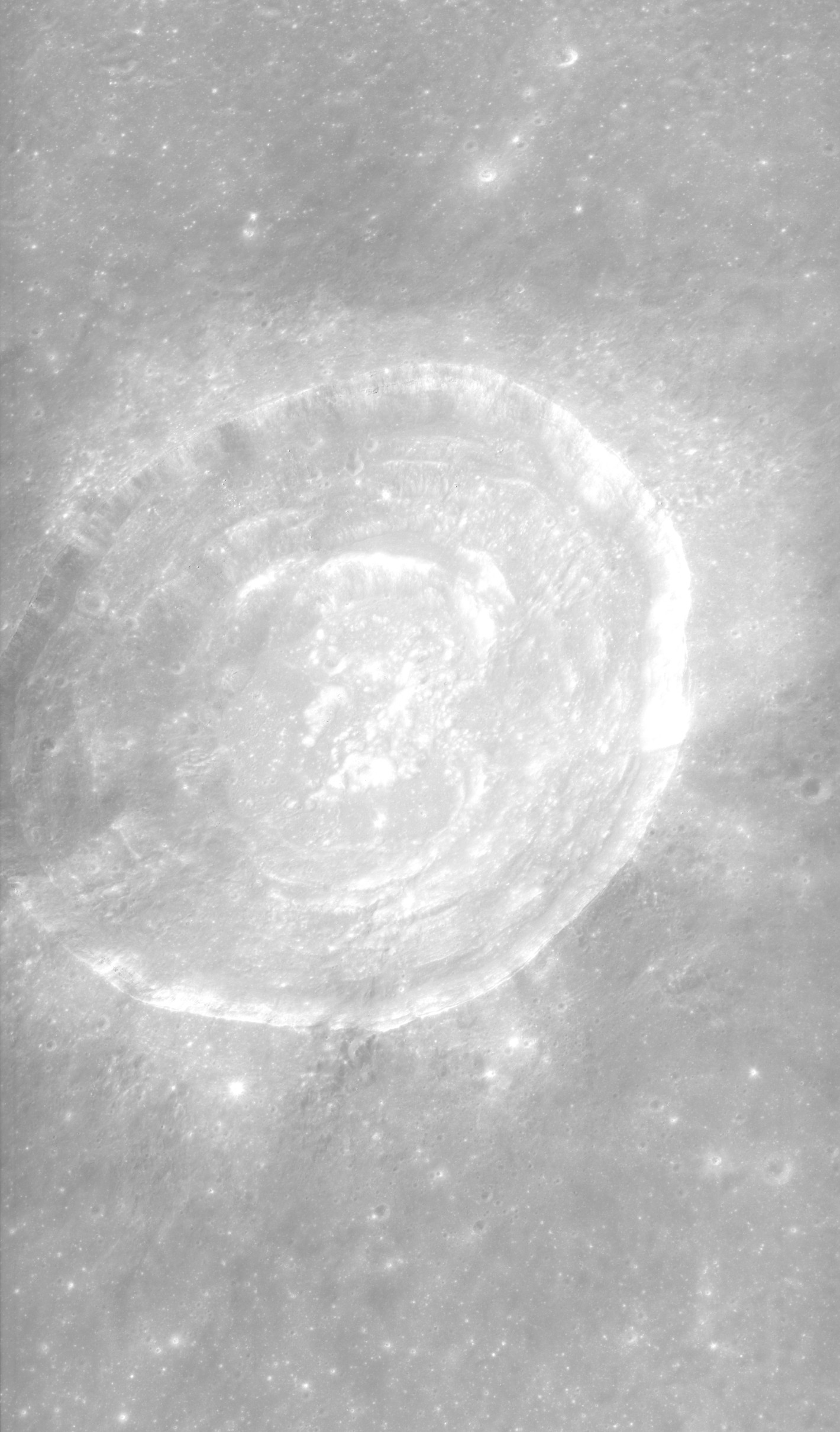
アポロ15号のパノラマカメラによる南向きの斜め撮影の画像

以下のクレーターは、国際天文学連合によって再命名された。
- Picard G — テバット
- Picard H — シャプレー
- Picard X — ファーレンハイト
- Picard Z — カーティス